# سعد المالكي
سعد يعقوب المالكي (30 كانون الأول 1898 - 20 أيار 1988) كان مدرسًا وصحفيًا صهيونيًا من يهوديي مصر.

## الحياة والمهنة
سعد المالكي ولد في القاهرة. بدأ حياته المهنية في الصحافة مباشرةً بعد وعد بلفور، حيث نشر مقالات في جريدة الأهرام. والمقطم دعمًا للصهيونية والوحدة العربية اليهودية، ودفاعًا عن حقوق اليهود في مصر. منذ عام 1924 بدأ العمل محررًا للنسخة العربية من صحيفة إسرائيل المصرية.
في عام 1934 أسس المالكي صحيفة الشمس الأسبوعية اليهودية الناطقة بالعربية، والتي استمرت في العمل حتى أغلقتها السلطات المصرية في عام 1948. وبعد فترة وجيزة، هاجر إلى إسرائيل، حيث بدأ العمل مترجمًا ومحررًا لصحيفة الحكومة ريشموت [الإنجليزية].